# Toto (Sprache)
Toto ist eine sinotibetische Sprache, die von etwa 20.000 Menschen in Indien gesprochen wird. Zusammen mit dem Dhimal bildet Toto die kleine genetische Einheit Dhimal-Toto innerhalb der bodischen Sprachen, die eine Untereinheit des Sinotibetischen darstellen.

## Geographische Verbreitung und Dialekte
Toto wird im indischen Bundesstaat Westbengalen in den Bezirken Subhapara, Dhunchipara und Panchayatpara im Grenzgebiet zu Bhutan gesprochen. Das Volk der Toto bildet eine anerkannte indische Nationalität, einen Scheduled Tribe. Die Toto-Sprache weist keine größeren Dialektunterschiede auf, eine direkte Verständigung mit den Dhimal-Sprechern ist nicht möglich, da die beiden Sprachen – obwohl nah verwandt – beträchtliche Unterschiede im Wortschatz aufweisen.
Viele Toto-Sprecher beherrschen auch Hindi, manche auch Bengali und Nepali. Zur Schreibung des Toto werden die Devanagari- und die Bengali-Schrift verwendet.

## Linguistische Eigenschaften
Wie fast alle tibetobirmanischen Sprachen hat auch Toto die Satzstellung SOV (Subjekt-Objekt -Verb). Das Nomen steht nach seinen näheren Bestimmern wie Genitivattribut, Adjektivattribut, Zahladjektiven und Demonstrativa, es werden Postpositionen verwendet. Toto ist keine Tonsprache.